# رادیو کوچه
رادیو کوچه مجموعه‌ای چند رسانه‌ای است که در سال ۲۰۰۹ میلادی آغاز به کار کرده‌است. این رسانه با اولین پیام در سرمقاله‌ای با عنوان «کوچه برای همه» همه روزنامه نگاران را دعوت به همراهی کرده‌است.
کوچه در حوزه‌های فرهنگ، اجتماع، هنر، اقتصاد و خبر فعال است و به‌طور روزانه به این حوزه‌ها می‌پردازد. رادیو کوچه هم چنین دارای پخش موسیقی نیز هست که این رسانه را به یک رسانه ۲۴ ساعته تبدیل می‌کند. رادیو دارای بخش انگلیسی نیز است.

## مدیریت و بنیان‌گذاری
رادیو کوچه توسط اردوان روزبه روزنامه‌نگار ایرانی بنیاد گذاشته شده‌است. وی که پیشتر سابقه روزنامه‌نگاری در ایران و هم چنین حضور در رادیو زمانه را از بدو تأسیس تا سال ۲۰۰۹ داشته‌است. رادیو کوچه اینک تحت نظارت «بنیاد فرهنگی و غیرانتفاعی کوچه» در ایالات مریلند آمریکا اداره می‌شود. بهروز بهبودی در گفتگو با اورشلیم پست اعلام کرده‌است که بنیان‌گذار این رسانه بوده‌است. «دلیلی برای خوشبینی»

## محور اجرایی
در بخشی از بیانیه معرفی این رسانه آورده شده‌است: «رسانه‌ای آزاد در حوزه‌های اندیشه، فرهنگ، اجتماع، هنر، دانش و خبر. شاید این متناسب‌ترین جمله‌ای است که می‌توان در مورد چند رسانه‌ای به نام «کوچه» گفت.»

## روش‌های شنیدن و دیدن
سرویس‌های اندرویید، رادیو نوکیا، نرم‌افزارهای کاربردی آی فون و آی پد هم چنین صفحه تارنمای رادیو کوچه امکان شنیدن برنامه‌های این رادیو را به صورت زنده و هم چنین به صورت پادکست فراهم می‌کند.

## انعکاس فعالیت‌های این رسانه
رادیو کوچه از سوی نشریاتی نظیر روزنامه کیهان و خبرگزاری نیمه رسمی فارس مورد اتهام قرار گرفته است. ذکر برخی عنوان‌ها در مورد این رسانه نظیر وابستگی به دست گاه‌های غربی و سایت‌هایی موسوم به «ضد انقلاب» از جمله بازخوردهای رسانه‌های نزدیک به حاکمیت در جمهوری اسلامی بوده‌است.هم چنین مطلب‌های این رسانه مرجع تعدادی از اخبار و گزارش‌ها قرار می‌گیرد
.

## آغاز به کار بخش تصویری کوچه
از ابتدای سال ۲۰۱۱ میلادی رادیو کوچه اقدام به راه اندازی بخش تصویری خود کرده‌است. این بخش که به گزارش فعالیت‌های اجتماعی و مدنی جامعه پارسی‌زبان و پارسی دان می‌پردازد، شروع به کار مستقل بخش «شبکه تصویری کوچه» است که در آینده به صورت تلویزیون مبتنی بر اینترنت آغاز به کار خواهد کرد.
در این بخش ماهانه نزدیک به ۱۵ برنامه در حال حاضر تولید می‌شود. لازم به توضیح است این رسانه بخشی نیز برای گالری عکس دارد که به‌طور مجزا به گزارش تصویری از رخدادهای مورد توجه پارسی‌ها و پارسی دان‌ها می‌پردازد.